# Djingliya
Djingliya est un village du Cameroun, situé dans le canton de Koza, département de Mayo-Tsanaga dans la région de l'Extrême-Nord, à proximité de la frontière avec le Nigeria. 

Situé sur les contreforts des monts Mandara, ce village touristique mafa se distingue avec son voisin de Gouzda par sa maîtrise des techniques de la culture en terrasses qui a permis sa survie et marque ses structures sociales.

## Histoire
Le village a été fondé par un membre de la famille Jélé, de l'ethnie animiste des Mafa, avant la guerre avec les Foulbé (musulmans) au XVIIe siècle. Chassé par la famine de son village de Soulédé, il commença à débroussailler un lieu sauvage pour le cultiver et y planter du mil. Plus tard, il fut rejoint par un membre de la famille Témé originaire de Ziver, puis par un membre de la famille Malgoudjé, eux aussi chassés par la famine et une invasion de criquets Ainsi s'établirent les premières familles de Djinglya, selon des modalités que l'on retrouve fréquemment dans la région. 
Au XIXe siècle, Djingliya, tout comme l'ensemble du nord des Mont Mandara, connait des assauts Foulbé dont les membres ont besoin d'esclaves pour travailler leurs terres. Sous la colonisation allemande, un régime d'administration indirecte est institué, et Djingliya passe sous la tutelle du Mandara. Cette tentative d'inféodation, jointe à des massacres antérieurs de la part des Foulbé et d'autres ethnies, provoque chez les Matakam un fort sentiment de rejet et de xénophobie, et un repli sur soi des communautés villageoises. 
En 1916, l'administration française remplace l'allemande ; mais la traite des habitants des Mont Mandara persiste les premières années. 
Au début du XXe siècle, l'administration coloniale française met en place la capitation, un impôt par tête qui s'applique aussi aux inactifs, enfants et vieillards,. Ce système, qui perdure et se renforce même après l'indépendance, est initialement prélevé en nature. Après les premières rébellions, cet impôt entraîne une sortie du système purement autarcique, et oblige les habitants à aller travailler ponctuellement en plaine ou à s'y rendre pour y vendre leurs produits, forçant ainsi le remplacement d'une part des cultures vivrières par des cultures commerciales et l'extension des zones cultivées en plaine, à la limite des contreforts.
À partir de 1953, depuis la mission de Mokolo qui vient d'être fondée, des contacts sont établis par un missionnaire Oblat de Marie Immaculée qui s'installe dans le village en 1956. 
En 1974, un Hollandais crée avec la mission catholique une coopérative artisanale, qui incite les artisans à travailler ensemble et leur permet de vendre une production d'objet d'art aux touristes de passage.

## Géographie

### Localisation
Le village est situé au pied nord des monts Mandara, dont les contreforts sont cultivés en terrasses, avec extension des cultures à la plaine de Koza, sur des terres libres
Les pentes atteignent 30 %
Il est divisé en plusieurs quartiers : Guid Mbouroum, Tchiné, Mbouzom, Varkalda, Jélé, Dzah, Oumtchilikéké .

### Climat
Le climat est de type soudano-sahélien. Il présente une faible pluviométrie (environ 770 mm par an) de mai à fin octobre, principalement concentrée sur juillet et août, avec une saison sèche les autres mois. La température moyenne est élevée (28° en moyenne à Maroua montant à 42° à la fin de la saison sèche en avril), une saison fraîche étant enregistrée en janvier et décembre, avec des nuits froides.

### Hydrologie
Le site est aride. Il est le siège de trois mayo, cours d'eau se tarissant lors de la saison sèche. Il bénéficie à proximité d'un lac artificiel, un barrage d'une altitude de 1000 m retenant les eaux et irriguant la plaine de Koza, située en contrebas. Le barrage a été créé vers 1975 par le génie rural. Il sert pour l'approvisionnement en eau. Une étude faite en janvier 1978, c'est-à-dire avant le pic de sécheresse observé en mars avril et mai, a montré que plus de 1 000 personnes venaient quotidiennement s'y approvisionner (dont 80 % de femmes). Ce barrage a servi de prototype dans des projets de construction d'autres barrages dans la région, et à ce titre a fait l'objet d'analyses sur ses impacts en matière de santé. Il n'a montré aucune incidence sur les cas de malaria, qui étaient l'une des craintes des concepteurs d'autres barrages. Sa conception et son environnement sont tels qu'il ne présente pas de végétation aquatique, et ne nécessite pas d'entretien.

### Démographie
En 1966, le village compte 1971 habitants. Depuis sa création, le village s'est fortement peuplé, et le massif de Djingliya sur lequel il est établi compte 335 habitants au km2 en 1988, soit une densité parmi les plus fortes d'Afrique (233 habitants au km2 selon une autre source). 
La densité du village lui-même, à cheval sur la zone de montagne et la zone de plaine, est de 90 à 130 hab au km2 en 2011, et le village compte 250 familles essentiellement de l'ethnie Matakam (ou Mafa selon la dénomination qu'ils préfèrent s'attribuer).
Un afflux de population nigériane et camerounaise fuyant les exactions de Boko Haram a été signalé sur la paroisse de Djingliya depuis 2013.
En 2005, la population totale est de 5.238 habitants, se répartissant en 2.182 habitants pour Djingliya-montagne, et 3.056 habitants pour Djingliya-plaine.

### Paysages
En saison sèche, il est caractérisé par ses terrasses de pierre, qui permettent d'exploiter au mieux les pentes et qui recouvrent toutes les collines. Il est parsemé de sarés traditionnels, regroupement  pour chaque gaï ou unité familiale de cases d'argiles recouvertes de toits coniques caractéristiques faits de tiges de mil et d'herbes tressées. Ces sarés sont remplacés par des maisons au toit de tôle ondulée au fur et à mesure de l'élévation du niveau de vie. À la fin de la saison des pluies, avant la récolte, ces maisons sont masquées par les hautes tiges de sorgho.

## Administration
Formellement, le village rattaché à la commune de Koza est découpé en deux villages administratifs : « Djingliya-Montagne » et  « Djingliya-Plaine ».

## Infrastructures

### Axe routier
L'axe routier Mokolo-Mora par Koza est construit dans les années 1960, après l'indépendance du Cameroun en 1960. Il traverse Djingliya avant le col de Koza.

### Électricité
Le village est l'un des rares de la région à être desservi en électricité en 2007. Il est doté d'une ligne de 30 kV.

### Éducation
Le village est doté d'une école primaire (catholique). Le collège le plus proche est à Koza.
La zone est l'une des moins scolarisées du pays,. En 2012, 179 élèves étaient inscrits à l'école primaire (152 en fin d'année). Si le français est la langue officielle d'enseignement, les élèves ont plutôt tendance à parler le mafa.

### Santé
Le village dispose d'un centre de soins infirmiers avec maternité géré par une communauté catholique de religieuses belges. Ce centre assure par ailleurs les accouchements, bien que sur ce type de prestation il soit en concurrence avec les épouses des forgerons.
Des risques de contamination par la bilharziose et les vers de Guinée avaient été identifiés dans les années 1980 aux environs du lac de retenue en raison de la forme de son déversoir profilé en marche d'escalier qui favorise le développement de Simulium Damnosum vecteurs de ces maladies. Le problème a été corrigé depuis.
Le choléra est endémique dans toute la région.

## Économie
Les principaux revenus du village proviennent en premier lieu de l'agriculture, et en partie du tourisme qui permet de vendre une partie de l'artisanat.

### Agriculture
La zone de culture occupe les terrasses des pentes, mais le village connait aussi une "émigration" saisonnière depuis les années 70 vers la plaine de Diamaré (en direction de Maroua) pour des cultures de mil.

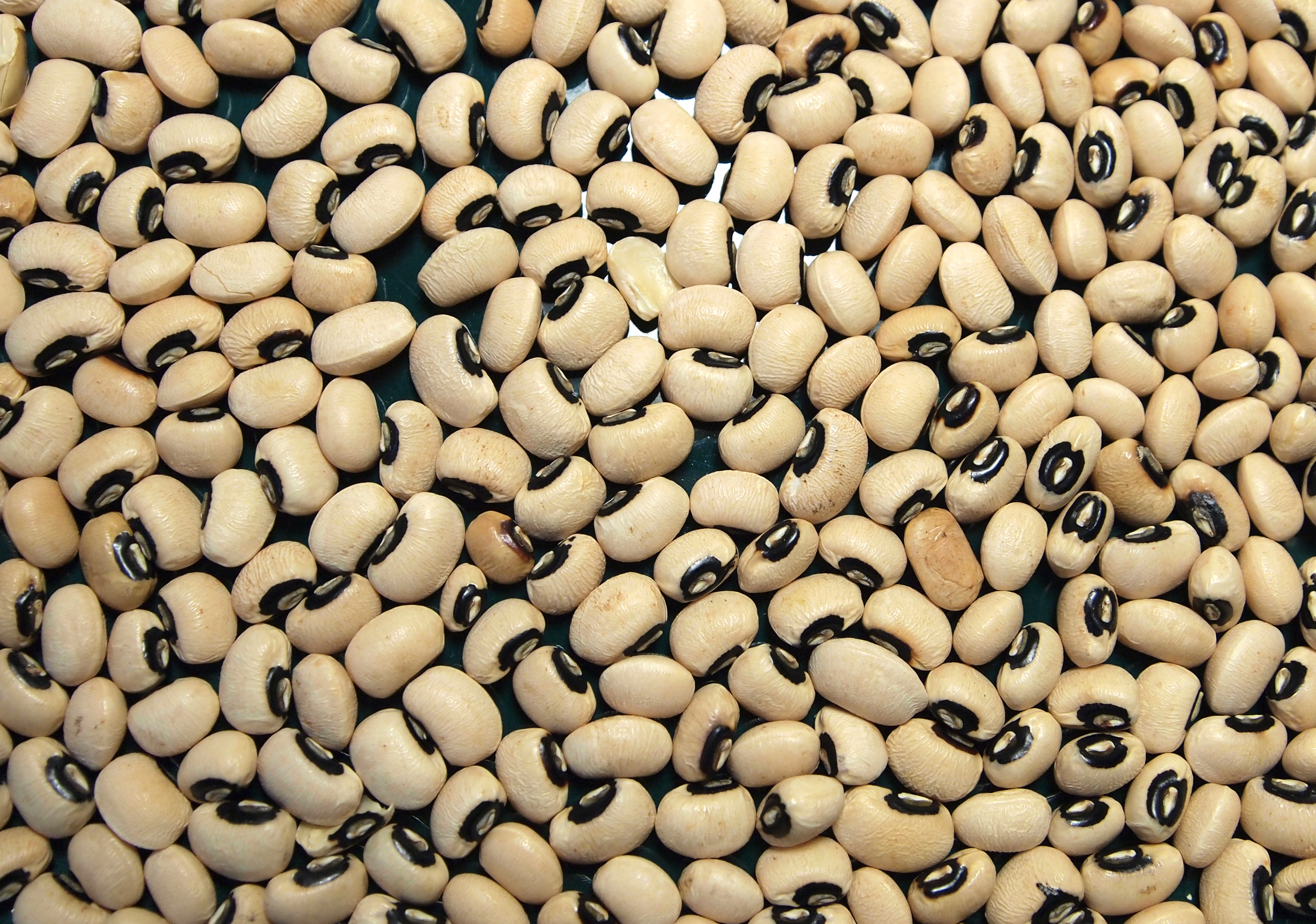
Grains de Niébé.

Les terres font traditionnellement l'objet d'une rotation biennale avec alternance de millet et de sorgho, ou plus récemment de rotation biennales avec cultures intercalaires : sorgho/arachide, millet/arachide ou millet/Niébé (pois à vaches). En plaine, ces rotations peuvent être triennales avec l'adjonction de cultures de coton en plaine. Il existe une petite activité d'élevage pour la revente et célébrer la fête Maray (fête du taureau). L'importance cruciale des cultures de grains (mil et shorgo) pour la survie alimentaire a conduit les mafas à élever le gros bétail en milieu fermé, afin qu'il n'aille pas détruire les cultures des terrasses : c'est le « bœuf de case ».

### Tourisme et artisanat
En 2016, la coopérative d'artisans créée en 1974 existe toujours, et propose la location de 7 chambres dans des cases d'aspect traditionnel typiques de l'architecture mafa aux touristes de passage depuis 1982.
Chetima Melchisedek pose la question de la relève de l'activité par les jeunes, l'un d'entre eux estimant que les touristes n'acceptent pas de payer le juste prix. D'une façon plus générale, dans la région, les tâches de guide touristique, même sans formation, sont mieux rémunérées que celle relevant de l'artisanat. De plus, bien que cela n'ait pas été relevé dans le cas de Djingliya, on a constaté dans des villes du secteur que ce tourisme pouvait avoir des effets pervers, le taux de scolarisation diminuant au profit d'activités de guide exercées par certains enfants..

## Culture

### Religion

#### Animisme
La population mafa, principale composante du village, pratique à l'origine une forme de monothéisme teintée d'animisme. Cette religion accorde une très grande place au culte des ancêtres. La principale célébration est la fête du taureau : les familles les plus en vue du village (et les plus aisées) élevaient dans une case contiguë aux pièces d'habitation un « bœuf de case », qu'ils sacrifiaient aux ancêtres, et dont ils utilisaient la viande et la « graisse » pour leur alimentation. Alors que dans les villages des massifs environnants la fête pouvait avoir lieu tous les deux ou quatre ans, le rythme fixé à Djingliya était d'une fois tous les trois ans : à cette occasion, on « pleure le taureau maray » (n'kuɗi maray).

#### Christianisme
Après l'implantation d'une mission catholique, le village est le centre d'une paroisse portant son nom. Il abrite une église, Notre-dame de l'Assomption (ou de Roche-Bois).

### Alimentation
L'aliment de base est « la boule », à savoir la boule de farine de sorgho, de mil et d'éleusine. Elle est accompagnée de sauces composées à partir de brèdes, autrement dit toutes les feuilles comestibles qu'il est possible de trouver, et de « graisse », un mélange de graisse et d'autres parties animales fermentées longuement. Les légumineuses, en premier lieu le niébé, apportent des protéines. 
La bière de mil, autrefois présente dans toutes les fêtes, tend aujourd'hui à être consommée de manière hebdomadaire dans des quantités quelquefois excessives, entraînant des cas d'alcoolisme.

### Le système foncier
Il est propre aux Mafas et dénote par rapport aux autres systèmes fonciers en vigueur au Cameroun. Dans la partie sud, de Douala au pays Bamiléké, le sol est historiquement la propriété du chef coutumier. Dans la moitié nord, la propriété est, avec la bénédiction de l'État, assignée à la communauté par la voie de son chef coutumier (Lamido ou sultan en plaine, chez les Peuls) : celui-ci confie au chef de village la répartition des terres, accorde le droit de défricher celles des terres non attribuées et faisant partie du domaine foncier traditionnel, et touche des redevances sur les terres ainsi occupées, qui ne se transmettent jamais par héritage. Hors domaines fonciers traditionnels, le principe général est que « la terre appartient à celui qui la cultive ».
Dans les villages non Mafa des monts Mandara, et par exemple chez les Massa, le système est assez similaire, avec ces nuances que le chef coutumier ou Tixé délègue le droit de recevoir les redevances au chef de village (le blama), et que les occupants peuvent, s'ils ont des héritiers, leur transmettre le droit d'utilisation de la terre, mais ne peuvent en aucun cas l'aliéner.
Chez les Mafa au contraire, l'organisation du droit foncier se rapproche beaucoup du droit la propriété privée connue en occident. Le droit à la succession, patrilinéaire, est dévolu au benjamin pour la propriété familiale (le saré et ses champs en terrasses environnants), les cadets recevant des terres prélevées sur la propriété (environ 2 ha) lors sa taille le permet. Si les terres sont insuffisantes, seul l'ainé est doté, les fils de rang intermédiaire devant alors s'exiler. Mais ces biens fonciers peuvent être librement loués, prêtés, abandonnés provisoirement, voire vendus à un autre membre de la communauté villageoise,. Ce système original est attribué à deux facteurs. D'une part, l'esprit d'indépendance confinant à l'anarchisme individuel, et le faible poids institutionnel du chef de village qui caractérisent l'organisation sociale mafa. D'autre part, la survie en milieu aride n'a été possible qu'avec le développement des terrasses, dont la maîtrise à Djingliya a été poussée au plus haut point. Le travail considérable qu'exige la construction et l'entretien de ces terrasses en fait un capital qu'il est difficilement envisageable d'abandonner au premier venu.

### Le système de dot
Comme dans la majorité de l'Afrique de l'Ouest, la dot est payée par le fiancé. Toutefois, dans le cas de Djingliya (et d'autres villages mafa du nord des monts Mandara), une part significative de cette dot était payée en nature, en jours de travaux dans les champs,. Là encore, il s'agit d'une conséquence du long travail exigé pour construire les terrasses.